# Marie Taglioni
Pour les articles homonymes, voir Taglioni.

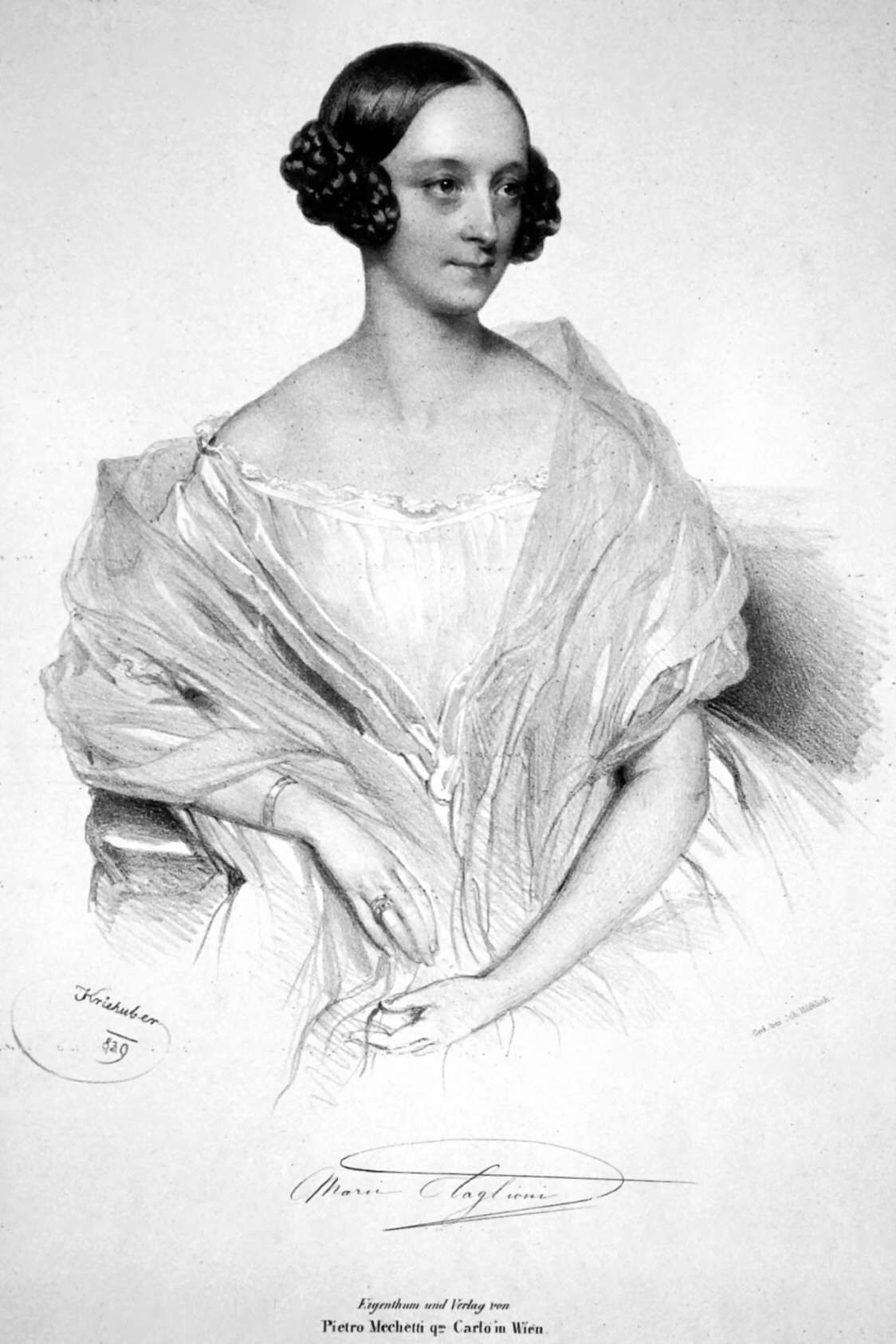
Marie Taglioni (lithographie de Josef Kriehuber, 1839).

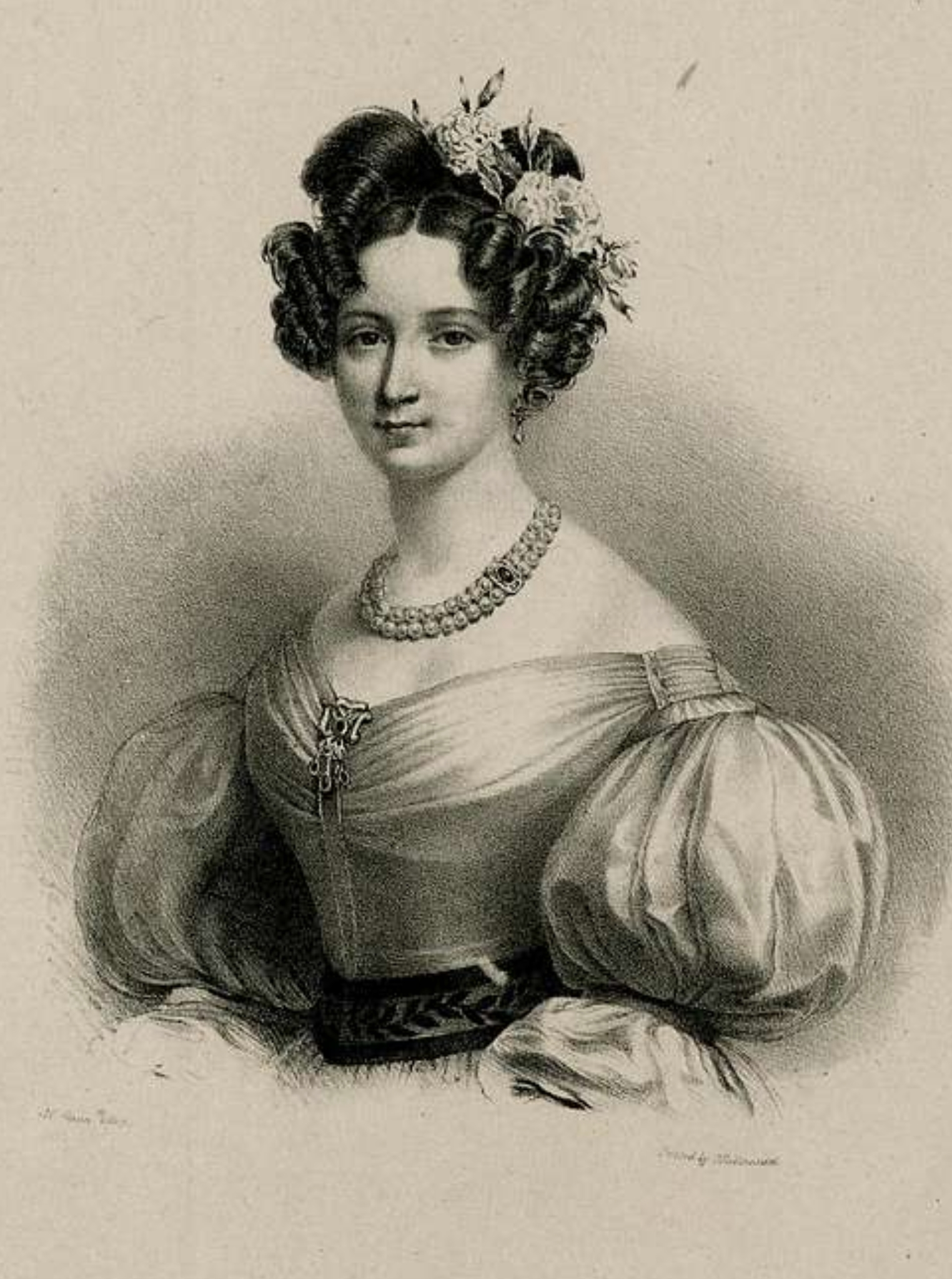
Marie Taglioni en 1831. Illustration tirée de The Musical Gem, 1831.

Marie Sophie Taglioni, née le 23 avril 1804 à Stockholm et morte le 22 avril 1884 à Marseille, est une danseuse et chorégraphe italienne. Elle est l'initiatrice des pointes.
Elle est considérée comme la première grande ballerine romantique.

## Biographie
Issue d'une famille de danseurs, elle est la fille du chorégraphe italien Filippo Taglioni et de la harpiste suédoise Sophie Karsten, et la sœur du danseur et chorégraphe Paul Taglioni. Elle étudie la danse avec Jean-François Coulon, à Paris, puis avec son père, à Vienne. Avec ce dernier, elle se rend de 1822 à 1826, à Cassel, Stuttgart et Munich et enfin à Paris, où le père et la fille sont engagés en 1827 dans le ballet de l'Opéra. Elle y fait sensation dans ses variations du Sicilien ainsi que dans le « ballet des Nonnes » de l'opéra de Giacomo Meyerbeer Robert le Diable (1831).
En 1832, elle danse à l'Opéra le ballet La Sylphide chorégraphié par son père pour elle. Où apparaissent à la fois le tutu romantique et la technique des pointes sans effort apparent. Le public voit d'ailleurs en elle la réincarnation de Geneviève Gosselin, promotrice du genre morte prématurément. On a souvent attribué à Marie Taglioni le rôle d'inventrice des pointes. Ce serait elle qui, pour danser dans La Sylphide, se serait renforcé ses chaussons habituels au niveau du métatarse et des doigts de pieds pour donner au public une illusion d'extrême légèreté, comme si elle volait.
La renommée de « la Taglioni » s'étend alors à l'Europe entière : pendant quinze ans de 1832 à 1847, elle se produit de Londres à Berlin et de Milan à Saint-Pétersbourg, en s'illustrant notamment dans les rôles de La Fille du Danube, La Gitana ou de La Laitière suisse. En 1845, Jules Perrot lui confie les rôles centraux parmi les autres gloires de l'époque, comme Carlotta Grisi ou Fanny Cerrito.
Elle enseigne à l'Opéra de Paris (alors Académie impériale de danse) de 1859 à 1870, à une époque où les femmes maîtresses de ballet sont rares en Europe.
En 1860, elle règle pour Emma Livry sa première chorégraphie, Le Papillon. Taglioni conçoit un deuxième ballet, Zara, en 1863, également destiné à être dansé par Livry dans le rôle principal ; mais le projet est arrêté quand Livry est victime d'un accident  fatal. Poursuivant une carrière de pédagogue, elle enseigne la danse aux jeunes filles de la bonne société londonienne et rejoint, en 1880, son fils à Marseille, où elle meurt quatre ans plus tard.
Marie Taglioni est devenue par mariage comtesse Gilbert de Voisins. Elle est enterrée au cimetière Saint-Charles de Marseille, et a été transférée dans la tombe de son petit-fils Auguste Gilbert de Voisins au cimetière du Père-Lachaise (94e division).Taglioni a laissé à la postérité une parfaite maîtrise de l'art que son père lui avait enseigné, une technique aérienne et une personnification de la plus pure période romantique. Élégante et raffinée, elle fut à la fois technicienne virtuose et mime subtile, tantôt pathétique et tantôt vive, mais toujours expressive.
Maîtresse du prince russe Alexandre Vassilievitch Troubetskoï (1813-1899) qu'elle retrouvait dans le palais Ca' d'Oro qu'il mettait à sa disposition. Lorsqu'elle se maria, elle devint également sa belle-mère.
Elle fut portraiturée par le sculpteur Jean-Auguste Barre et on conserve d'elle de nombreuses lithographies.

## Hommages
- Un cratère vénusien, Taglioni, est nommé en son honneur[6].

### Liens externes

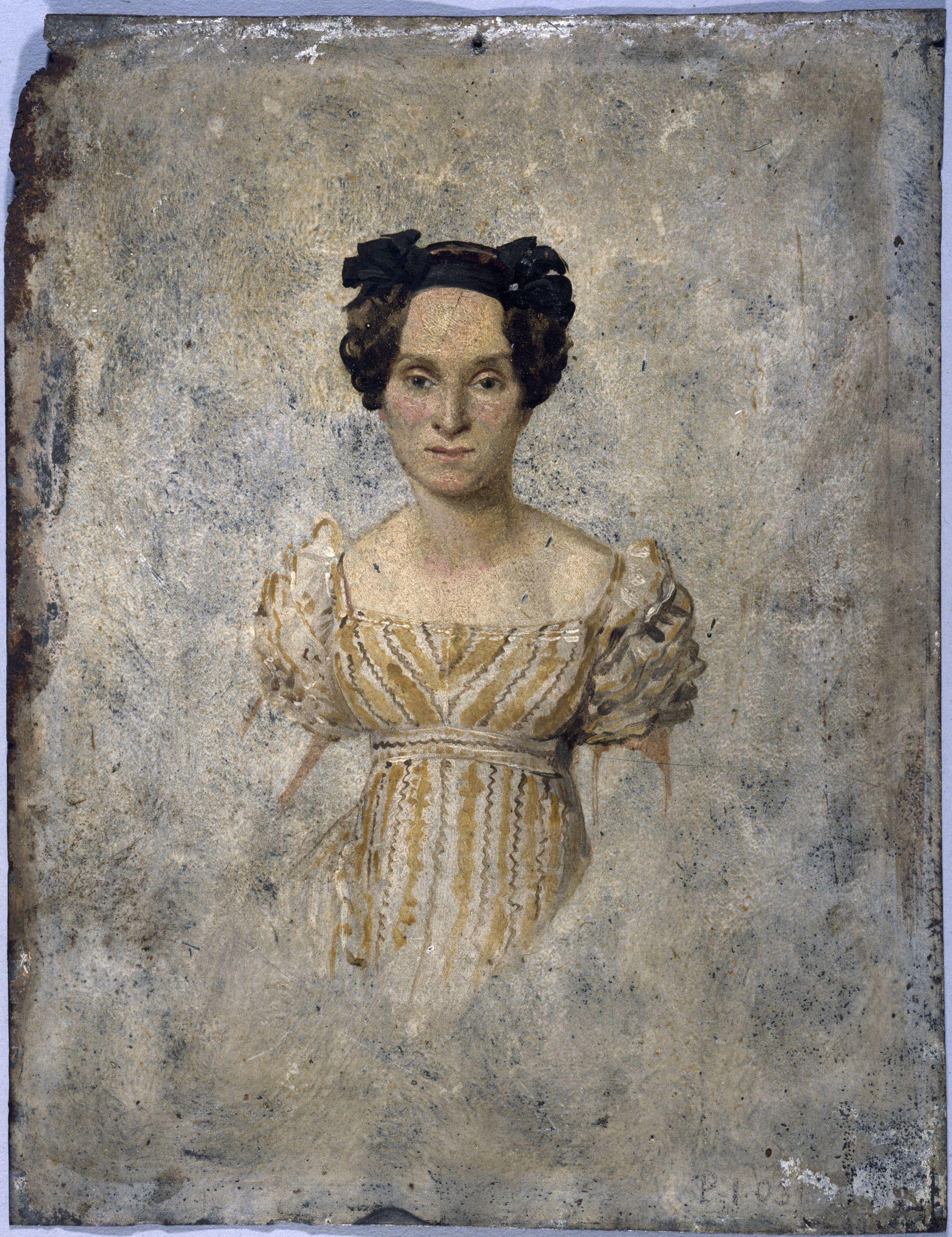
Portrait présumé de Marie Taglioni, anonyme (1828). Musée Carnavalet, Paris.